# HD 103500
HD 103500，又名BD+37 2230，SAO 62754、HR 4562，是一颗恒星，视星等为6.49，位于銀經170.44，銀緯74.71，其B1900.0坐标为赤經11h 50m 3.9s，赤緯+37° 74.71′ 51″。